# Атия, Жозеф
Жозеф Атия (араб. جوزيف عطية‎, р.8 октября 1957) — сирийско-американский борец вольного стиля, первый в истории Сирии призёр Олимпийских игр.

## Биография
Жозеф Атия принадлежал к семье, которая переехала в США из сирийского города Амар. Ещё в детстве он вместе с братьями начал заниматься борьбой, также играл в американский футбол. В 1980 году он занял 8-е место на студенческом чемпионате США по борьбе, а в 1981 — 9-е.
В 1984 году Жозеф Атия получил гражданство США, но так как при этом у него осталось и сирийское гражданство, то на Олимпийских играх в Лос-Анджелесе он выступил как представитель Сирии. Там он завоевал серебряную медаль, став первым в истории страны призёром Олимпийских игр. После этого он стал профессиональным игроком в американский футбол, и в соревнованиях по борьбе больше не участвовал.